# Жовтогорлик багамський
Жовтогорлик багамський (Geothlypis rostrata) — вид горобцеподібних птахів родини піснярових (Parulidae). Ендемік Багамських островів.

## Поширення
Вид поширений на островах Андрос, Нью-Провіденс, Великий Багама, Великий Абако, Ельютера та Кет. Середовищем розмноження багамської очеретянки є густий чагарник.

## Підвиди
- Geothlypis r. rostrata H. Bryant, 1867 – Андрос і Нью-Провіденс;
- Geothlypis r. coryi Ridgway, 1886 – Ельютера та острів Кет;
- Geothlypis r. tanneri Ridgway, 1886 – Великий Багама, Великий Абако і пов'язані з ними морські острівці.

## Спосіб життя
Птах будує чашоподібні гнізда, які розміщує між густою низькою рослинністю або пнями. Зазвичай відкладає два яйця. Харчується комахами та іншими безхребетними, яких шукає серед рослинності.